# Линкольнский университет
Ли́нкольнский университет, университет Линкольна (англ. University of Lincoln) — общественный исследовательский университет в Линкольне (Великобритания). Университет ведёт свою историю с 1861 года, получил статус университета в 1992 году, а своё нынешнее название и структуру — в 2001 году.
Главный кампус Линкольнского университета находится рядом с озером Брейфорд-Пул. Кампусы филиалов университета расположены в Райсхолме (Линкольншир), где находится Линкольнский институт агропищевых технологий, и в Холбиче, где располагается Национальный центр пищевой промышленности (NCFM). Церемонии вручения дипломов проходят каждый год в средневековом Линкольнском соборе.

## История

### Развитие
Линкольнский университет развился из ряда учебных заведений Халла, включая Халлскую школу искусств и дизайна (1861), Халлский технический институт (1893), Эндслейский римско-католический педагогический колледж (1905), Халлский центральный торговый колледж (1930) и Педагогический колледж Кингстон-апон-Халл (1913). Эти учебные заведения объединились в 1976 году в Халлский колледж высшего образования, с изменением названия на Хамберсайдский колледж высшего образования в 1983 году. На базе колледжа появились несколько курсов по рыболовству, пищевой промышленности и производству, которые ранее проводились в Гримсби.

### 1990-е годы
В 1992 году Хамберсайдский колледж высшего образования стал одним из многих учебных заведений Великобритании, получивших статус полноценных университетов, и был переименован в Хамберсайдский университет.
Хамберсайдский университет построил новый кампус к юго-западу от центра города Линкольн, с видом на озеро Брейфорд-Пул. В январе 1996 года университет был переименован в университет Линкольншира и Хамберсайда, а в сентябре 1996 года принял первых 500 студентов из Линкольна.

### XXI век

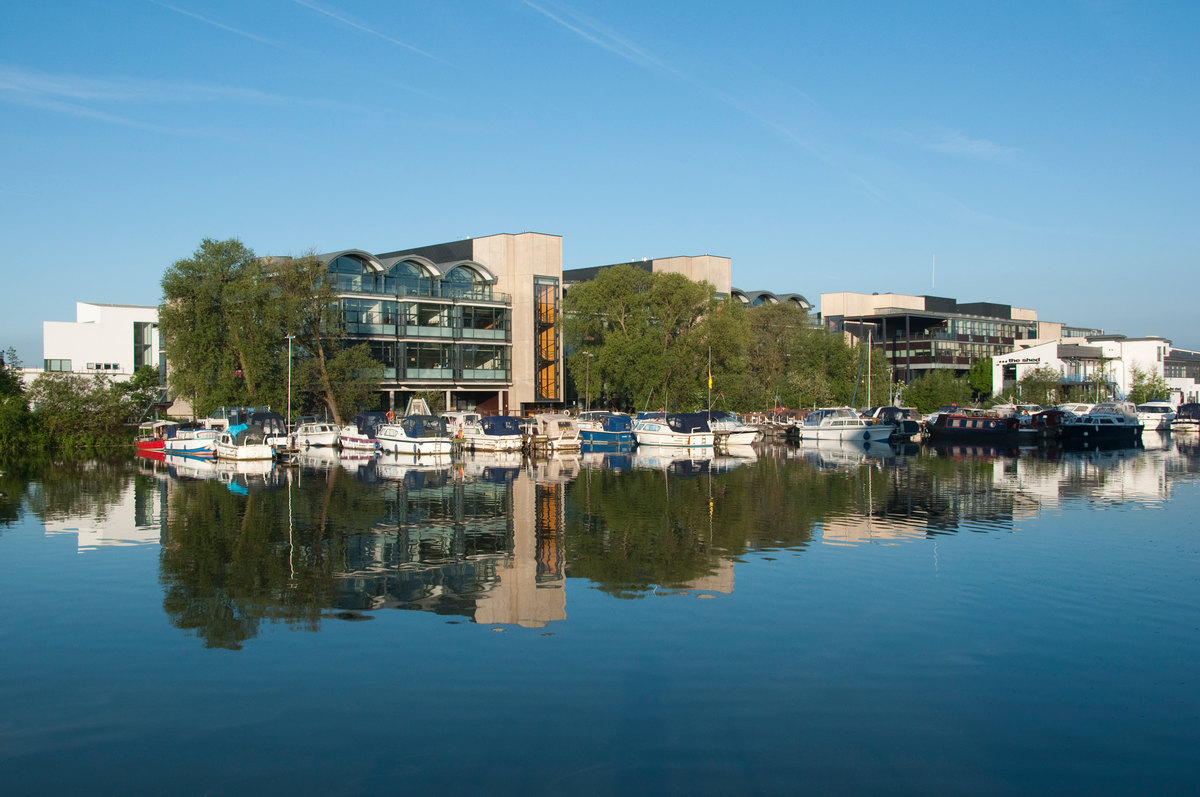
Вид на Линкольнский университет через озеро Брейфорд-Пул.

В октябре 2001 года в Линкольне был построен новый кампус, а университет сменил название на Линкольнский университет. Университет перенёс свой главный кампус из Халла в Линкольн в 2002 году.
Королева Елизавета II открыла главный кампус университета в Линкольне, первый новый кампус в центре города, построенный в Великобритании за последние десятилетия. В кампус Брейфорд-Пул было инвестировано более 150 миллионов фунтов стерлингов, что позволило преобразовать заброшенный участок в центре города, оживить район и привлечь инвестиции в розничную торговлю, досуг и недвижимость. По оценкам экономистов, университет создал не менее 3000 новых рабочих мест в Линкольне и ежегодно приносит местной экономике более 250 миллионов фунтов стерлингов, что вдвое превышает предыдущие показатели экономического роста. 28 октября 2004 года был открыт Национальный центр по производству продуктов питания в Холбиче, который был преобразован в специализированный технологический парк пищевой промышленности. В результате объединения Линкольнский университет приобрёл учебные заведения Лестерского Университета Де Монтфорт, расположенные в Линкольншире: Линкольнский колледж искусств и Линкольнширскую школу сельского хозяйства в Райсхолме, Кейторпе и Холбиче. Кейторп позже был закрыт навсегда, а его деятельность перенесена в Райсхолм. Курсы, проводившиеся в Гримсби, также были переведены в Линкольн примерно в это время.
В конце 1990-х годов университетские площадки в Халле были значительно сокращены, поскольку акцент был смещён в сторону Линкольна. В 2001 году было принято решение перевести администрацию университета в Линкольн и продать бывший главный кампус Коттингем-Роуд в Халле, своему соседу, Халлскому университету; в настоящее время здесь располагается Медицинская школа Халл-Йорк. До 2012 года у университета был ещё один небольшой кампус в здании Дерека Кроталла, в центре Халла. Этот кампус и студенческие корпуса на Беверли-Роуд в Халле, также были проданы для реконструкции.
В 2012 году все программы дополнительного образования были переведены из колледжа Райсхолм в колледж Бишоп Бертон. В настоящее время колледж Бишоп Бертон находится на территории бывшего колледжа Райсхолм, расположенной к северо-западу от Халла.
В марте 2021 года к началу 2021—2022 учебного года была открыта новая современная медицинская школа Линкольна. В здании, расположенном в кампусе Брейфуд-Пул, имеются современные лекционные залы, смотровые кабинеты для стажёров и библиотека, посвящённая медицинским исследованиям, с учебниками по смежным отраслям здравоохранения, фармации, химии и биологии. Новая школа работает в партнёрстве с медицинской школой Ноттингемского университета.

## Организация и администрирование

### Колледжи и факультеты
Университет Линкольна построен по системе колледжей, каждый из которых возглавляет проректор. Существует четыре колледжа, каждый из которых состоит из школ, институтов и исследовательских центров.
- Научный колледж
  - Школа химии
  - Школа компьютерных наук
  - Инженерная школа
  - Школа наук о жизни
  - Школа географии
  - Школа математики и физики
  - Линкольнская медицинская школа
  - Школа фармации
  - Национальный центр по производству продуктов питания
  - Линкольнский институт агропищевых технологий
- Колледж искусств
  - Школа архитектуры и дизайна
  - Школа английского языка и журналистики
  - Школа кино и медиа
  - Школа изобразительных и исполнительских искусств
  - Школа истории и наследия
- Колледж социальных наук
  - Школа образования
  - Школа здравоохранения и социального обеспечения
  - Линкольнская юридическая школа
  - Школа психологии
  - Школа социальных и политических наук
  - Школа спорта и физических упражнений
- Линкольнская международная школа бизнеса (LIBS)

### Научный колледж
Инженерная школа стала первой инженерной школой, созданной в Великобритании более чем за 20 лет, открывшись в 2011 году в сотрудничестве с компанией Siemens. Здание инженерной школы, спроектированное лондонскими архитекторами Allies and Morrison, стало результатом многолетнего сотрудничества между Линкольнским университетом и компанией Siemens Industrial Turbo-machinery Lincoln. В этом здании компании Siemens разместила свой учебный центр по подготовке специалистов.
Школа математики и физики была открыта 1 сентября 2014 года. 1 сентября 2016 года профессор Ефим Зельманов получил почётную степень доктора наук от Линкольнского университета. С начала 2017/2018 учебного года школа делит новое здание Исаака Ньютона со Школой компьютерных наук и Инженерной школой.

### Колледж искусств
Колледж искусств проводит исследования и предлагает ряд программ бакалавриата и магистратуры. На базе колледжа работает Siren Radio, общественная радиостанция, которая вещает на город Линкольн на частоте 107.3 FM и онлайн.
Школа кино и медиа заслужила высокую репутацию в рейтингах благодаря программам бакалавриата и магистра медиапроизводства. Театр Линкольн-Саунд был открыт в 2010 году приглашённым профессором, Тревором Данном.
В Линкольне находится крупнейший в Великобритании центр по изучению консервации и реставрации. Lincoln Conservation, университетская консалтинговая компания по консервации и анализу материалов, осуществляет проекты с такими клиентами, как Исторические королевские дворцы и Музей Виктории и Альберта.

### Колледж социальных наук
Школа психологии располагается в специально построенном здании Сара-Свифт, которое также используется совместно со Школой здравоохранения и социального обеспечения. Здесь есть ряд специальных помещений для этих учебных заведений, включая психологические лаборатории и макет больничной палаты для обучения и преподавания.
Колледж социальных наук включает в себя Школу здравоохранения и социального обеспечения, которая переехала в здание Сара-Свифт в июле 2017 года. В школе преподаётся целый ряд профессионально аккредитованных курсов по сестринскому делу и социальной работе.

### Международная бизнес-школа Линкольна
Линкольнская международная бизнес-школа (LIBS) расположена в здании Дэвида Чиддика и предлагает программы бакалавриата, магистратуры и докторантуры, отличаясь межфункциональным подходом к бизнес-образованию и разнообразными методами обучения. LIBS также предлагает дистанционное обучение и программы подготовки руководителей, ориентированные на работающих специалистов.

## Руководство

### Вице-канцлер
Вице-канцлером — основателем университета был Роджер Кинг. Дэвид Чиддик был вице-канцлером, когда учебное заведение было переименовано в Линкольнский университет. Имя Чиддика увековечено в названии здания Дэвида Чиддика.
Вице-канцлер Мэри Стюарт была назначена в 2009 году. Вице-канцлеру помогают пять заместителей вице-канцлера.

### Канцлер
Второй ректор университета после изменения его названия в 2001 году — Виктор Адебовале, барон Адебовале, был назначен в 2008 году. Предыдущими ректорами были Гарри Хупер и Элизабет Эстев-Колл.

## Академический профиль

### Репутация и рейтинги
Согласно отчёту об общенациональной оценке университетских исследований, проведенной в Великобритании в 2014 году группой Research Excellence Framework (REF 2014), более половины исследований, представленных университетом Линкольна, были оценены как превосходные или ведущие на международном уровне. Университет был удостоен золотой награды за педагогическое мастерство (TEF 2017).
В рейтинге 2020 года Линкольнский университет занимал 43-е место в Великобритании по версии Times, 42-е по версии Complete и 17-е по версии Guardian.
В 2020 году университет Линкольна был назван современным университетом года по версии The Times и Sunday Times Good University 2021, став самым высокорейтинговым многофакультетным современным университетом в Великобритании, поднявшись на 45-е место (из 135), что является его самой высокой позицией в справочнике. В том же году он был назван одним из лучших молодых университетов мира в рейтинге Times Higher Education Young University Rankings, занял 14-е место в Великобритании по общей удовлетворенности студентов среди 129 основных университетов в Национальном опросе студентов 2020 года и получил пятизвездочный рейтинг в системе рейтинга мировых университетов QS Stars.
В 2021 году Линкольнский университет занял 6 место в области сельского и лесного хозяйства и 58 место в области бизнеса и экономики в рейтинге The Complete University Guide.

### Идентичность
Официальным логотипом Линкольнского университета Линкольна с 2001 по 2012 год была голова Минервы, древнеримской богини мудрости и знаний. С июля 2012 года логотип был изменён и стал включать герб университета, на котором изображены лебеди, геральдическая лилия и учебники.

## Объекты кампуса

### Библиотеки Университета Линкольна

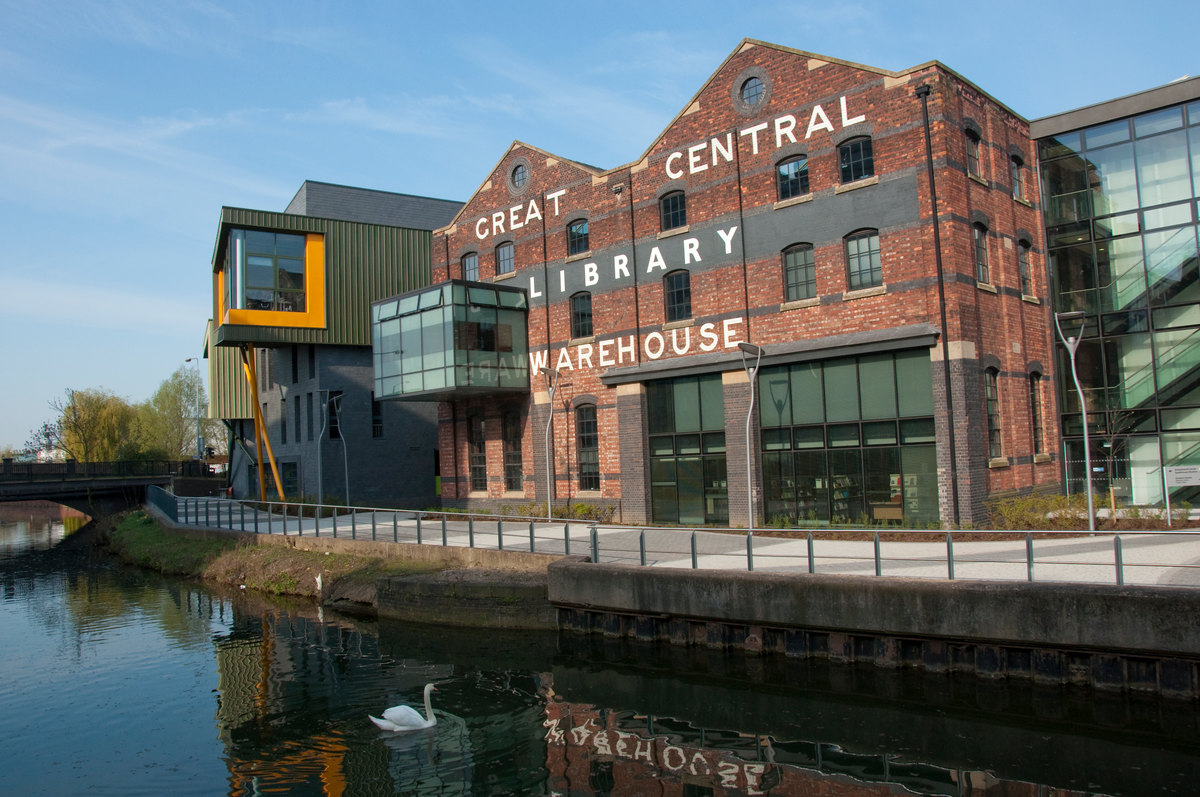
Библиотека, Линкольнский университет

Университет Линкольна имеет три библиотеки, включая главную университетскую библиотеку, библиотеку в кампусе Холбич, которая является частью Национального центра по производству продуктов питания, и библиотеку по биомедицине и наукам о здоровье, расположенную в Медицинской школе Линкольна.
Главная библиотека университета расположена в здании Большого центрального склада (англ. Great Central Warehouse) (GCW), отреставрированном бывшем промышленном железнодорожном товарном складе. Библиотека была открыта в декабре 2004 года в кампусе Брейфорд. В общей сложности в библиотеке университета хранится более 300 000 книг, журналов и других справочных материалов.
Здание склада Great Central Warehouse было построено в 1907 году компанией Great Central Railway. Во второй половине XX века оно служило складом стройматериалов, а в 1998 году пришло в упадок. Оно было переоборудовано в библиотеку (по проекту собственной команды архитекторов университета) и официально открыто в 2004 году руководителем Агентства по обеспечению качества высшего образования Великобритании.
В 2005 году эта реконструкция получила золотую и серебряную награды за сохранение и восстановление на Региональной премии Королевского института дипломированных оценщиков (RICS) в Лестере. Она также получила награды от Королевского института британских архитекторов (RIBA).

### Живая музыка
Построенное в 1874 году Манчестерской, Шеффилдской и Линкольнширской железной дорогой, паровозное депо (англ. The Engine Shed) было единственным сохранившимся четырёхпутным тупиковым железнодорожным зданием в Линкольншире. Переоборудованное под развлекательное заведение и открытое в сентябре 2006 года, Engine Shed в настоящее время является крупнейшей в регионе площадкой для живой музыки. Заведение состоит из паровозного депо (англ. Engine Shed), платформы (англ. The Platform) и бара «Башня» (англ. Tower Bar), которые вместе могут вместить до 2000 человек. В 2014 году университет передал управление The Engine Shed Студенческому союзу.

### Центр исполнительских искусств Линкольна

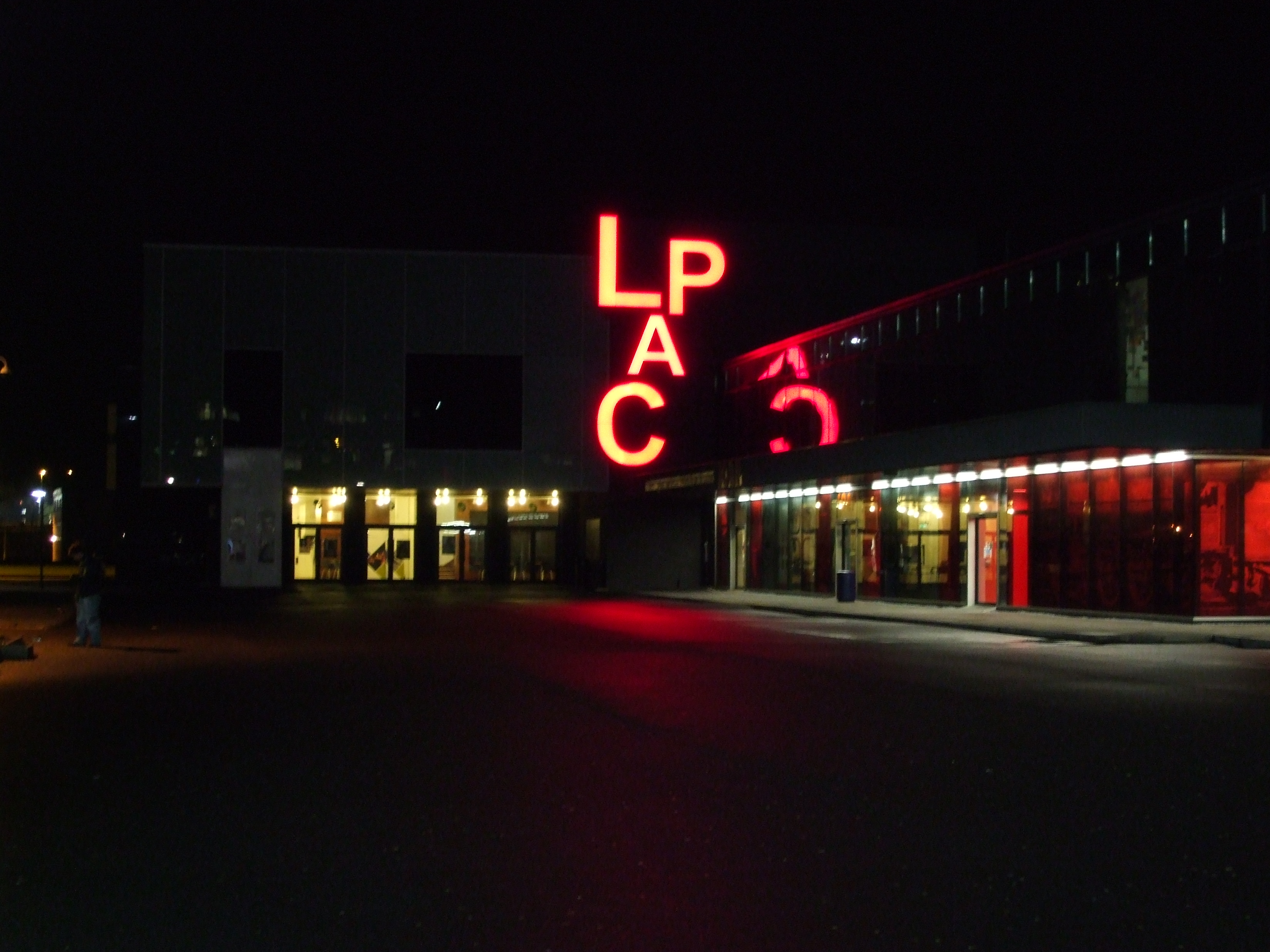
Центр исполнительских искусств Линкольна

В Линкольнском центре исполнительских искусств (LPAC) находится многоцелевой зрительный зал на 450 мест, предназначенный для живых художественных представлений, конференций и кинопоказов. Программа мероприятий театра разработана таким образом, чтобы дополнять, а не конкурировать с программами соседних заведений.

### Линкольнский научный и инновационный парк
Парк науки и инноваций Линкольна — это крупная реконструкция к югу от главного университетского кампуса. На территории помимо университетских объектов и лабораторий, также располагаются офисы и исследовательские центры промышленных партнёров университета.
Парк науки и инноваций разрабатывался в партнёрстве с Линкольнширским кооперативом.

### Спортивный центр
В число объектов кампуса университета входит спортивный центр, где размещены два спортивных зала, четыре площадки для сквоша с синтетическим покрытием, фитнес-зал, танцевальная студия, восемь площадок для бадминтона и настольного тенниса, две баскетбольные площадки, две волейбольные площадки, две площадки для нетбола, два футбольных поля разного размера для игры в минифутбол. В этом здании также расположена Школа спорта и физических упражнений.

## Студенческая жизнь
По данным университета, среди студентов кампуса Брейфорд-Пул представлено более 100 различных национальностей. По данным на 2019/20 учебный год, в университете проходили обучение 14 095 студентов и 2330 аспирантов.

### Союз студентов Линкольнского Университета
Студенческий союз Линкольнского Университета существует с момента образования университета. В 2007 году Союз студентов был преобразован в компанию с ограниченной ответственностью и зарегистрирован в качестве благотворительной организации, что позволило ввести более традиционную структуру управления для студенческих союзов.
Студенческий союз поддерживает и представляет интересы студентов Линкольнского университета; должностные лица избираются студенческим коллективом и поддерживаются сотрудниками университета. Несколько спортивных команд участвуют в национальных лигах BUCS, соревнуясь на национальном уровне с другими учебными заведениями.
Студенческий союз был удостоен награды Национального союза студентов, NUS в номинации «Студенческий союз высшего образования года 2014/15».
В 2014 году после приобретения университетом у компании Greene King паба «The Shed» на территории кампуса, позже переименованного в «The Swan», право собственности на него было передано Союзу студентов. Позже в этом же году Союзу студентов была передана в эксплуатацию развлекательная площадка «The Engine Shed». В 2015 году Союз студентов был удостоен золотой награды «Best Bar None Gold» и занял второе место в категории «Best Bar None Safest Venue».
В 2016 году, после студенческого референдума, Студенческий союз проголосовал за выход из NUS в связи с недовольством организацией после неоднозначной конференции NUS 2016 года. Решение о формальном выходе из NUS было принято в декабре, но после ряда обращений студентов, выступавших против первого голосования, был проведен повторный референдум. В результате повторного голосования 1302 студента проголосовали за то, чтобы остаться в составе NUS, и только 437 студентов поддержали выход.
В 2019 году профсоюз решил выйти из состава NUS после консультаций со студентами на собраниях в 2018 и 2019 годах. Однако это вызвало негативную реакцию среди студентов, в результате чего был проведен новый референдум о выходе из NUS. Результаты этого референдума были таковы: выйти из NUS 1 января 2020 года. В голосовании приняли участие 2614 (15,7 %) студентов, из них 996 проголосовали за то, чтобы остаться, 1539 — за выход, а 79 воздержались.

### Проживание студентов
В Линкольне есть много вариантов проживания для студентов. Университет владеет и управляет студенческой деревней, включая Линкольн-Кортс и Сайгнет-Варф; комплекс на набережной, расположенный на территории кампуса Брейфорд-Пул. В Линкольн-Кортс расположены 17 жилых корпусов с самообслуживанием, в каждой квартире проживает от пяти до восьми студентов, а в Сайгнет-Варф — 3 здания с квартирами на 10—12 человек. На территории комплекса имеется целый ряд удобств, включая квартиры, специально предназначенные для студентов с ограниченными возможностями.
Кроме того, в Линкольне есть ряд других студенческих общежитий, принадлежащих университету и частных, расположенных за пределами кампуса.

## Знаменитости

### Академики
- Джейн Чапман[англ.] — профессор коммуникаций[61];
- Каренза Льюис[англ.] — профессор по общественному пониманию научных исследований;
- Стивен Маккей[англ.] — профессор социальных исследований.

### Выпускники
- Гордон Болдуин[англ.] — гончар;
- Дэвид Ферт[англ.] — аниматор и художник[62];
- Джонатан Фойл[англ.] — историк архитектуры;
- Андреа Дженкинс[англ.] — член парламента от Морли и Аутвуда[англ.];
- Том Маршалл[англ.] — художник и фотоколорист;
- Пол Нобл — художник;
- Вики Филлипс[англ.] — педагог, руководитель отдела образования Фонда Билла и Мелинды Гейтс[63];
- Крис Рэнкин — киноактёр;
- Томас Риджвелл[англ.] — видеоблогер на YouTube;
- Джейн Шарп — телеведущая;
- Мартин Викерс[англ.] — член парламента от избирательного округа Клитхорпс[англ.][64];
- Хуан Уоттерсон[англ.] — член Палаты ключей от Рашена и спикер Палаты ключей[65];
- Дэн Вуд?! — телеведущий;
- Пол Стейнс[англ.] — британский политический блогер правого толка, редактор сайта Гвидо Фоукс[англ.].